# Canal Street

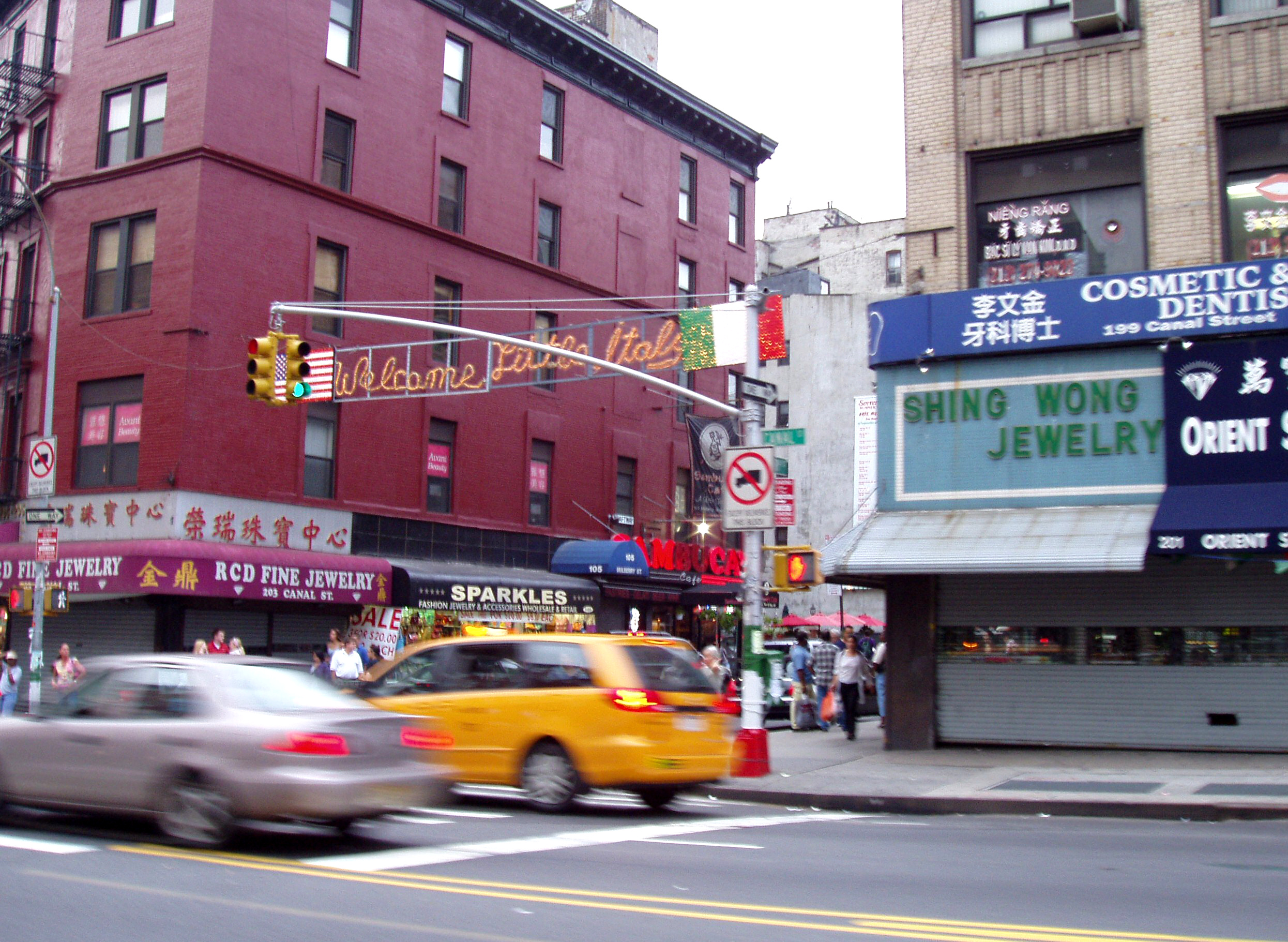
Chinatown möter Little Italy vid Canal Street.

Canal Street är en stor väg på Manhattan i New York. Vägen korsar nedre Manhattan för att förena sig med New Jersey i väst (via Holland Tunnel) och Brooklyn i öst (via Manhattan Bridge). Canal Streets ryggrad på Manhattan separerar Chinatown från Little Italy. Den bildar också den norra gränsen av Tribeca mot SoHos södra.
Idag är Canal Street ett skrangligt men livligt affärsdistrikt med en massa gatuförsäljare. Turister men även bofasta trängs här på dagarna ibland alla små stånd som säljer allt från falska rolexklockor, parfym, väskor till piratkopierade filmer.